# Leony
Leony, pseudonimo di Leonie Burger (Chammünster, 25 giugno 1997), è una cantante tedesca.

## Biografia
Originaria di Chammünster, nel 2014 ha partecipato alla versione tedesca di Rising Star insieme agli amici Julian Vogl e Maximillian Böhle, dove sono stati decretati vincitori con il 92,77% dei voti. Nel corso degli anni ha inciso diversi singoli e nel 2020 ha collaborato con artisti come i Vize, Alan Walker e Imanbek. Sempre nel medesimo anno ha realizzato la hit Paradise, in collaborazione con i Vize e Joker Bra, che si è collocata al 2º posto della Ö3 Austria Top 40 e al 4º della Offizielle Deutsche Chart, trascorrendo più di metà anno in entrambe le hit parade e riuscendo ad esordire anche nella classifica svizzera, risultando inoltre una delle canzoni più vendute dell'intero anno sia in Austria che in Germania. Per aver venduto 200 000 unità in suolo tedesco è stata certificata oro dalla Bundesverband Musikindustrie. Ha poi preso la parte vocale di Far Away from Home, singolo di Sam Feldt e dei Vize, che le ha fruttato la sua prima entrata nella Dutch Chart, dove ha raggiunto la 13ª posizione ed è stata una delle hit di maggior successo nel corso del 2020.
Nel 2021 è stato pubblicato Faded Love, che ha ricevuto un discreto successo nell'Europa continentale e una certificazione d'oro dalla BVMI denotante 200 000 unità distribuite, posizionandosi nella hit parade di sette nazioni. Ha anche visto la sua prima numero uno nella Deutsche Singlechart per mezzo di Raindrops, una collaborazione con Katja Krasavice. Qualche mese più tardi ha conseguito la sua prima entrata al primo posto oltreconfine, piazzando Friendships, triplo oro in Germania, in vetta alla graduatoria polacca. Remedy, uscita nel gennaio 2022, è divenuta la sua prima top five da solista nella Deutsche Singlechart dopo aver scalato la classifica fino alla 5ª posizione; lo stesso singolo ha finito per ottenere la certificazione di platino dalla BVMI.
Leony, assieme ai Meduza e agli OneRepublic, si sono occupati della composizione di Fire, inno del campionato europeo di calcio 2024.

## Discografia

### Album in studio
- 2023 – Somewhere in Between
- 2025 – Oldschool Love

### Singoli
- 2017 – Surrender
- 2017 – Boots
- 2019 – More than Friends
- 2020 – Paradise (con i Vize e Joker Bra)
- 2020 – Dolly Song (Devil's Cup) (con i Vize)
- 2020 – Love Me (con Rompasso)
- 2021 – Faded Love
- 2021 – No More Second Chances
- 2021 – Working Title (con Alott)
- 2021 – Raindrops (con Katja Krasavice)
- 2021 – Pieces (con Avaion e i Vize)
- 2022 – Remedy
- 2022 – Stop the World (con Steve Aoki e i Marnik)
- 2022 – Crazy Love (con Toby Romeo)
- 2022 – Love on the Line (con i Vize e Masked Wolf)
- 2023 – Somewhere in Between
- 2023 – Holding On
- 2023 – Monsoon (con i Vize e Niklas Dee feat. Tokio Hotel)
- 2023 – I Can Feel (con Niklas Dee e i Vize)
- 2024 – Waking Up (con Felix Jaehn)
- 2024 – Simple Life
- 2024 – Fire (con i Meduza e gli OneRepublic)
- 2024 – City Lights (con Armin van Buuren e i Vize)
- 2024 – Summer of Love (con James Carter e Sam Fischer)
- 2024 – Rock n Roll (con G-Eazy)
- 2025 – By Your Side (in My Mind) (solo o con G-Eazy e Felix Jaehn)
- 2025 – Tell Me Where U Go (con i Clean Bandit e Tiësto)

### Collaborazioni
- 2020 – Criminal (Dayo feat. Leony)
- 2020 – Far Away from Home (Sam Feldt e i Vize feat. Leony)
- 2020 – Every Morning (Noel Holler feat. Leony)
- 2020 – Brother Louie (Vize, Imanbek e Dieter Bohlen feat. Leony)
- 2020 – On N On (Vinai feat. Leony)
- 2020 – Show Me Love (Dino Warriors feat. Leony)
- 2020 – Friendships (Pascal Letoublon feat. Leony)
- 2020 – Space Melody (Edward Artemyev) (Vize, Alan Walker e Ėduard Artem'ev feat. Leony)
- 2022 – Follow (Kontra K feat. Leony & Sido)
- 2024 – Miracle (Boris Brejcha feat. Leony)

## Tournée

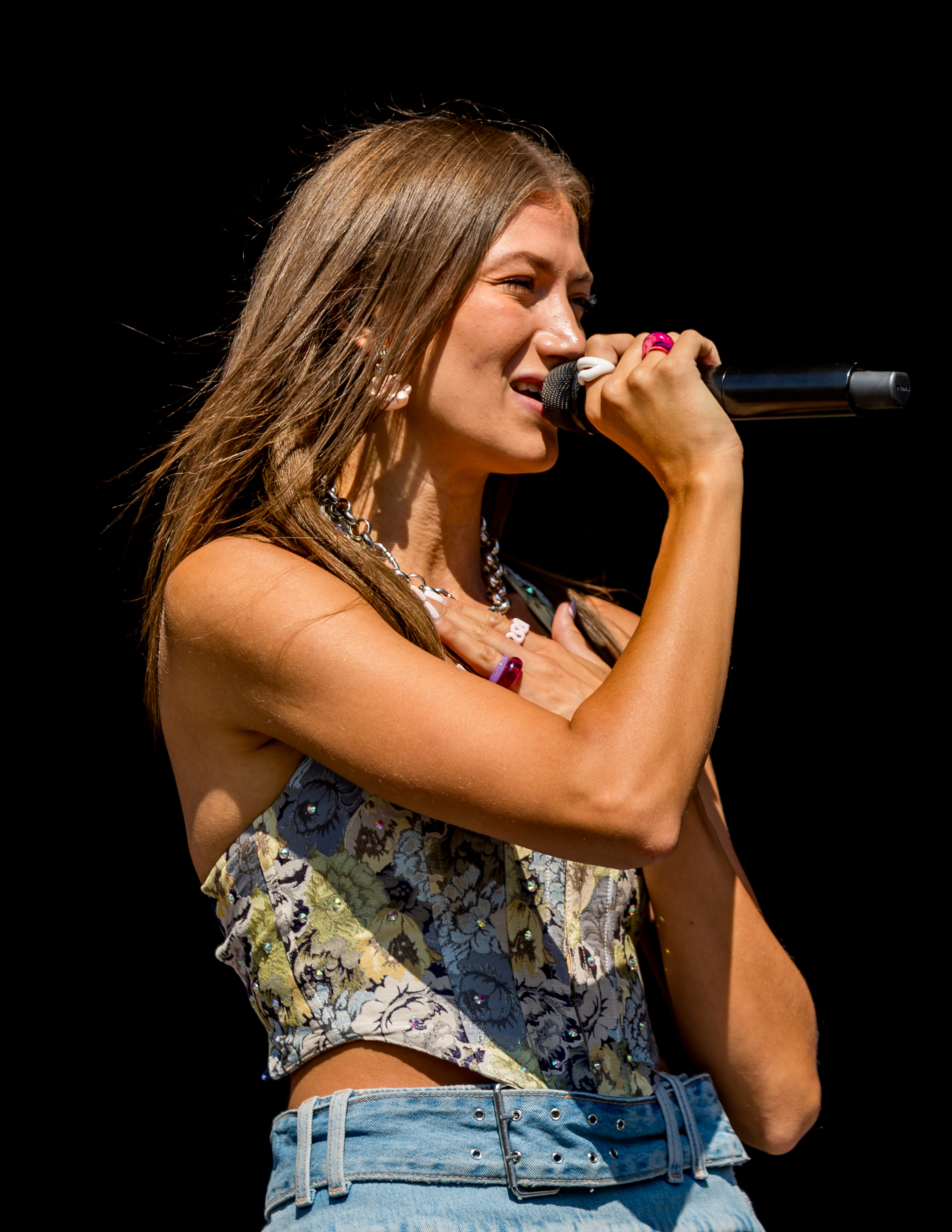
Leony mentre si esibisce al Glücksgefühle Festival, 15 settembre 2023

- 2023 – Leony Live 2023
- 2024 – Leony Live 2024
- 2025 – Oldschool Love Tour

## Riconoscimenti
- 1 Live Krone
  - 2021 – Candidatura al Miglior artista dance[21]
  - 2021 – Candidatura al Miglior singolo per Faded Love[21]
  - 2022 – Candidatura alla Miglior artista femminile[22]
  - 2022 – Candidatura alla Miglior canzone per Remedy[22]
  - 2022 – Candidatura alla Miglior canzone hip hop/R&B per Follow[22]
  - 2023 – Candidatura alla Miglior canzone dance per Somewhere in Between[23]

- Bambi
  - 2023 – Candidatura all'Artista femminile di maggior successo dell'anno[24]

- Kids' Choice Awards
  - 2022 – Candidatura alla Canzone preferita per Faded Love in Germania, Austria e Svizzera[25]
  - 2023 – Canzone preferita per Remedy in Germania, Austria e Svizzera[26]
  - 2023 – Candidatura all'Artista preferito in Germania, Austria e Svizzera[26]

- MTV Europe Music Awards
  - 2022 – Candidatura al Miglior artista tedesco[27]

- New Music Awards
  - 2021 – Durchstarter:in des Jahres[28]